# Gerhard von Passau
Gerhard († 946) war von 932 bis 946 der 16. Bischof von Passau. Gerhard war vielleicht Abt von Metten und wurde wohl durch den bayerischen Herzog Arnulf zum Bischof von Passau erhoben. Er galt als ein frommer, tugendhafter und gelehrter Bischof, den die Annalen von Reichersberg als Heiligen bezeichnen. Vermutlich unternahm er 937 eine Reise nach Rom.